# Nicolás Matamoros
 Nicolás Ignacio Matamoros Sánchez (Machalí, Región de O'Higgins, 19 de febrero de 2004) es un futbolista chileno que juega como volante de creación o extremo izquierdo en O'Higgins de Primera División de Chile.

## Trayectoria

### O'Higgins
Se unió en 2012 a O'Higgins, luego ser observado por el área de captación del club en una prueba de jugadores. El 26 de noviembre de 2021 se consagra campeón del torneo Sub-18, venciendo a Colo-Colo por 1-0.
En 2023 junto a Felipe Ogaz parten a préstamo a Fluminense por todo el año. 
En 2024 regresa a O'Higgins luego de su paso por el fútbol de Brasil.

## Clubes
| Club                                        | Div.          | Temporada     | Liga  | Liga  | Copas Nacionales( | Copas Nacionales( | Torneos Internacionales( | Torneos Internacionales( | Total(3) | Total(3) |
| Club                                        | Div.          | Temporada     | Part. | Goles | Part.             | Goles             | Part.                    | Goles                    | Part.    | Goles    |
| ------------------------------------------- | ------------- | ------------- | ----- | ----- | ----------------- | ----------------- | ------------------------ | ------------------------ | -------- | -------- |
| O'Higgins · Chile                           | 1.ª           | 2024          | 1     | 0     | 0                 | 0                 | 0                        | 0                        | 1        | 0        |
| O'Higgins · Chile                           | Total club    | Total club    | 1     | 0     | 0                 | 0                 | 0                        | 0                        | 1        | 0        |
| Deportes Limache · Chile                    | 2.ª           | 2024          | 4     | 0     | 0                 | 0                 | 0                        | 0                        | 4        | 0        |
| Deportes Limache · Chile                    | Total club    | Total club    | 4     | 0     | 0                 | 0                 | 0                        | 0                        | 4        | 0        |
| Total carrera                               | Total carrera | Total carrera | 5     | 0     | 0                 | 0                 | 0                        | 0                        | 5        | 0        |
| (3) No incluye goles en partidos amistosos. |               |               |       |       |                   |                   |                          |                          |          |          |